# Giovanni Celesia di Vegliasco
Giovanni Celesia, 5º Barone di Vegliasco con Decreto Ministeriale del 13 aprile 1929 (Firenze, 8 agosto 1868 – Alassio, 19 gennaio 1948), è stato un avvocato e politico italiano.

## Biografia
Nipote di Tommaso, consigliere di Stato e rappresentante della Sinistra Storica dal 1874 al 1882 nel collegio di Porto Maurizio. Venne eletto per la prima volta nel collegio di Albenga all’età di 32 anni, diventando l'anno dopo, nel 1901, anche consigliere provinciale del mandamento di Alassio-Andora, unendo la carriere politica locale e quella parlamentare. Vicino al ministro Giovanni Bettolo divenne membro della commissione incaricate dell'esame sulla convenzioni marittime, e dal 1907 al 1908 ricopre la carica di Presidente dell'Associazione degli ufficiali della Marina mercantile italiana a Genova.
Ha ricoperto vari ruoli parlamentari e governativi, tra i quali  segretario della Giunta per le elezioni dal 26 marzo al 14 dicembre 1909 e segretari nella Giunta generale del bilancio e dei conti consuntivi dal 29 novembre del ‘13 al 23 marzo del ‘14.
Nel governo Sonnino fu sottosegretario ai lavori pubblici dall'11 dicembre del 1909 al 31 marzo del 1910, quindi sottosegretario del ministero degli interni nel Governo Salandra dal 21 marzo del 1914 al 18 giugno del 1916. Fece infine parte del primo governo Mussolini come sottosegretario del ministero dalle Comunicazioni dal 3 marzo 24 al 6 novembre del 1926.
Tra le iniziative parlamentari propose una legge per il ‘’Credito agrario in Liguria’’ e la separazione di Vellego e Casanova Lerrone dal Comune di Andora per unirli al Comune di Albenga. Ebbe quattro figli, Anna Maria, Nicolina, Maria Rosa e Vincenza; fu presidente anche della Società Dante Alighieri nel biennio '32-'33.
Rimase Onorevole fino al 1929, all’età di 61 anni, prima nel partito liberale e poi in quello fascista. Poi venne nominato Senatore, fino alla caduta del Senato del Regno.

## Pubblicazioni
- Sulla Liguria del 1912. Dati e confronti, Editore Sambolino, 1912;
- Memorie del Fascio parlamentare di difesa nazionale: Senato e Camera, Bologna, Editore Cappelli, 1932;
- Il Fascio parlamentare di difesa nazionale. Roma, Soc. An. L'editoriale, 1927;